# Forgot to Laugh
«Forgot to Laugh» es una canción de la artista estadounidense Bridgit Mendler, tomado del álbum debut, Hello My Name Is... (2012). Fue compuesta por Mendler, Emanuel "Eman" Kiriakou y Evan "Kidd" Bogart. La canción fue lanzada como sencillo promocional en la red de blogs Idolator el 4 de octubre de 2012.
La canción recibió críticas positivas de los críticos de música, alabando la voz de Mendler y la influencia funk de la canción. "Forgot to Laugh" ha sido comparada con Taylor Swift, Lily Allen y Selena Gomez & the Scene. La canción debutó en el número 198 en la South Korean International Singles Chart, por lo que es la tercera canción en listar en el país.

## Antecedentes, desarrollo y lanzamiento
Una canción pop de medio-tempo, "Forgot to Laugh" expone elementos de pop rock y funk. Construida sobre un ritmo, multi-marcas de revisión armonías, la instrumentación de la canción incluye rebotes lentos de la guitarra, los tonos del teclado y la batería. Líricamente, la canción da revelación y desprecia a un exnovio. The song is a guitar-driven pop rock over a lightly strummed guitar, before a skittering backbeat. Para Girls Life Magazine "Forgot to Laugh" es una canción funk con ritmos inspirados en R&B.
La canción tuvo un lanzamiento exclusivo como sencillo promocional en la red de blogs Idolator el 4 de octubre de 2012.

## Actuaciones en directo
La canción fue interpretada en todas las fechas de su gira, Bridgit Mendler: Live in Concert.

## Recepción

### Recepción de la crítica
La canción ha recibido comentarios positivos de los críticos de música. Tim Sendra de Allmusic fue una revisión, alabando su "voz de canto fino" y sus "songwriting chops". Trey M. de Rickey comenta que "Forgot to Laugh" es bonito y bueno para mezclar con el piensar general del álbum. compara la canción de Mendler a la de Selena Gomez & the Scene y dijo: "Cuando la canción empieza primero, Mendler incluso suena un poco a su ex hermana Disney. Cerca del final Mendler hace que golpea una nota bastante grande también, y al mismo tiempo incluyendo sin carreras en 'Ready or Not' se hace en esta canción todo de las grandes armonías". Sam Lansky de Idolator dijo que la canción está "cargado de metáforas ingeniosas que darían a Taylor Swift un plazo para su dinero" con un "monstruo coro" y "la fuerte songcraft es aún más impresionante". Rachel Brodsky de MTV también fue crítica positiva y compara la canción a Lily Allen, Taylor Swift y Cher Lloyd. Dijo que "es a la vez luminoso y sabio, y parece deleitarse con el descaro amable y punch de Cher Lloyd y rápido hablar know-how de Lily Allen".
La revista Girls' Life fue positiva y comentó que "Forgot to Laugh" es divertido y tiene letra pegadiza con ritmos inspirados en R&B. Kai de la revista Embrace You comentó que la verborrea ingeniosa de la canción es bastante atractiva y demuestra la capacidad de Mendler para incorporar el humor en la composición de canciones. Dijo: "La pista está muy bien elaborada con una mezcla de guitarra eléctrica con un bajo feroz y batería contundentes, y un atrevido sonido de voz convincente de Mendler cuanto más la pista de despega". Sweet Lyrics comentó que la canción es "pop puro, brillante, un himno pop-rock" y que Mendler canta sobre un rasgueo de guitarra. Guilherme Tintel de It Pop compara la canción de Mendler a Taylor Swift. Dijo que los golpes de la canción suena como la banda sonora de las películas antiguas, pero las letras son maduras.

### Rendimiento en las listas
En la semana que finalizó el 27 de octubre de 2012, la versión del álbum de "Forgot to Laugh" debutó en el número 198 en el South Korean International Singles Chart, por lo que es la tercera canción en listar en el país.

## Lista de canciones
- Sencillo promocional de Idolator en Estados Unidos[6]

1. "Forgot to Laugh" – 3:09

## Créditos y personal
Los créditos para la versión del álbum de "Forgot to Laugh" son adaptados de las notas de Hello My Name Is....
| - Bridgit Mendler – voz, compositora, coros - Emanuel "Eman" Kiriakou – Compositor, Bajo, Guitarra, Teclados, Productor, Programación, Ukulele, - Evan "Kidd" Bogart – Compositor - Andrew "Goldstein" Goldstein – Bajo, Guitarra, Teclados, Productor, Programación - Jai Marlon – Teclados, Productor, Programación, Arreglos de cuerdas, Violines, Sintetizador, Whistle - Jeremiah Olvera – Asistente de mezcla - David Ryan – Guitarra - Phil Shaouy – Guitarra | - Donnell Shawn Butler – Coros - Donnell Shawn – Coros - Spencer Lee – Coros - Freddy Wexler – Teclados, Productor, Arreglos de cuerda, Violines, Sintetizador, Productor Vocal, Whistle - Pat Thrall – Edición - Jens Koerkemeier – Edición, Ingeniero - Chris Gehringer – Masterización - Serban Ghenea – Mezcla |

## Listas
| Lista (2012–13)                          | Posición |
| ---------------------------------------- | -------- |
| Corea del Sur (Gaon International Chart) | 198      |

## Historial del lanzamiento
| País           | Fecha                | Formato                                 | Sello discográfico |
| -------------- | -------------------- | --------------------------------------- | ------------------ |
| Estados Unidos | 4 de octubre de 2012 | Sencillo promocional — descarga digital | Hollywood Records  |